# Aurelio Peccei
Aurelio Peccei, né à Turin le 4 juillet 1908 et mort le 14 mars 1984  à Rome est un industriel et philanthrope italien. Il travailla notamment pour Fiat, Alitalia et Olivetti. Connu comme cofondateur avec Alexander King et premier président du Club de Rome.

## Biographie
Pendant la Seconde Guerre mondiale, il fut résistant au sein du mouvement antifasciste Giustizia e Libertà. Il a été arrêté, emprisonné et torturé. Après onze mois de prison, il est libéré en janvier 1945.
Après la guerre, Peccei s'est engagé dans la reconstruction de Fiat. Il a été simultanément impliqué dans divers efforts privés et publics alors en cours pour reconstruire l'Italie, y compris la fondation d'Alitalia.
En 1968, il constitua avec Alexander King le Club de Rome, un groupe de réflexion qui a publié en 1972 le rapport Les limites à la croissance (The Limits to Growth), réflexions à l'origine de l'émergence du concept de développement durable.